# Dead Again (album de Mercyful Fate)
Pour les articles homonymes, voir Dead Again.
Albums de Mercyful Fate
Into the Unknown
(1996) 9
(1999)
Dead Again est le sixième album studio du groupe danois Mercyful Fate.

## Composition du groupe pour l'enregistrement
- King Diamond, Chant
- Hank Shermann, guitares
- Mike Wead, guitares
- Sharlee D'Angelo, basse
- Bjarne T. Holm, batterie

## Liste des Morceaux
1. Torture (1629)
2. The Night
3. Since Forever
4. The Lady Who Cries
5. Banshee
6. Mandrake
7. Sucking Your Blood
8. Dead Again
9. Fear
10. Crossroads